# Катастрофа Fokker F28 под Измиром
Катастрофа Fokker F28 под Измиром — крупная авиационная катастрофа, произошедшая 26 января 1974 года. Авиалайнер Fokker F28-1000 Fellowship авиакомпании Turkish Airlines совершал плановый внутренний рейс TK 301 по маршруту Измир—Стамбул, но вскоре после взлёта рухнул на землю около взлётно-посадочной полосы (ВПП) аэропорта Измира. Из находившихся на его борту 73 человек (68 пассажиров и пять членов экипажа) выжили шестеро.
Причиной катастрофы стало атмосферное обледенение самолёта — температура воздуха в ночь перед катастрофой была низкой, что привело к накоплению инея на обоих крыльях лайнера. Командир воздушного судна (КВС) перед вылетом этого не заметил. Во время взлёта самолёт вошёл в сваливание и, достигнув высоты 8—10 метров, отклонился влево, врезался в землю и впоследствии загорелся.
В 1990 году появилась версия о том, что пилоты рейса TK 301 были пьяны. Рассекреченные государственные архивы о катастрофе подтвердили, что в крови КВС и бортинженера был обнаружен алкоголь; это обстоятельство, однако, не было причиной падения самолёта.

## Самолёт
Fokker F28-1000 Fellowship (регистрационный номер TC-JAO, серийный 11057) был выпущен в 1972 году (первый полёт совершил 5 сентября). 9 января 1973 года передан авиакомпании Turkish Airlines, в которой получил имя Van в честь турецкого города. Был оснащён двумя турбореактивными двигателями Rolls-Royce Spey 555-15. На день катастрофы совершил 3133 цикла «взлёт-посадка» и налетал 2269 часов. Имел сертификат лётной годности, валидный до 13 декабря 1974 года.
За день до катастрофы тот же экипаж совершил на этом самолёте рейс Измир—Афины—Измир без каких-либо сообщений о проблемах, оставшись на ночь в Измире, однако жена командира впоследствии утверждала, что он звонил ей накануне вечером и рассказал о неисправности самолёта. Неназванный представитель Turkish Airlines позже заявил, что группа голландских техников провела техническое обслуживание самолёта «некоторое время назад».

## Экипаж и пассажиры
На борту самолёта находились пять членов экипажа и 68 пассажиров.
Состав экипажа рейса TK 301 был таким:
- Командир воздушного судна (КВС) — 37-летний Ильхан Гюнайдин (тур. İlhan Günaydın). Бывший лётчик ВВС Турции, окончил академию ВВС в 1958 году. Налетал на военных самолётах (F-86, F-104 и T-34) свыше 2600 часов. Ушёл в отставку в 1970 году и устроился в авиакомпанию Turkish Airlines (проработал в ней 4 года). Управлял самолётом F27. В должности командира Fokker F28 — с 1972 года, налетал на нём 577 часов[4].
- Второй пилот — 36-летний Кая Кюнелгин (Kaya Künelgin). Также (как и КВС) бывший лётчик ВВС Турции, налетавший на военных самолётах и вертолётах (C-47, Viscount, C-54 и H-19) 2794 часа. Ушёл из ВВС Турции в 1973 году, устроившись в авиакомпанию Turkish Airlines (проработал в ней 1 год) на должность второго пилота Fokker F28. Налетал на Fokker F28 395 часов[4].

Также в кабине присутствовал бортинженер Эрдал Парлакбилек (Erdal Parlakbilek).
В салоне самолёта работали две стюардессы — Айнур Сюрючу (Aynur Sürücü) и Серап Озгенч (Serap Özgenç).
Большинство пассажиров на борту рейса TK 301 были находящимися в отпуске турецкими иммигрантами, проживающими в ФРГ.

## Хронология событий
КВС завершил предполётный осмотр самолёта, и в 07:07 EET (05:07 UTC) рейс TK 301 был готов к вылету в Стамбул. После получения от авиадиспетчера разрешения на взлёт лайнер вырулил на ВПП №35 и начал разбег; для набора взлётной скорости ему понадобилось 980 метров. После отрыва от ВПП он набрал высоту 8—10 метров, после чего начал крениться влево и терять высоту. Левым крылом он зацепил землю и затем всей левой частью фюзеляжа рухнул на неё; после этого разорвался топливный бак в левом крыле и начался пожар. Скользя по земле, лайнер разрушился на три части — первой оторвалась хвостовая часть, затем кабина пилотов; остальная часть фюзеляжа с уцелевшим правым крылом проскользила по земле ещё несколько метров и перевернулась. Носовая часть продолжала скользить, пока не врезалась в штабель пустых бочек высотой 2—3 метра в 150 метрах от ВПП.
Свидетели падения лайнера побежали к месту катастрофы, чтобы помочь выжившим. Аварийные службы аэропорта быстро прибыли на место катастрофы. Через 10 минут на помощь в тушении огня прибыли группы пожарных с авиабазы Газиемир и из Измира. Пожар был потушен в течение 30 минут, почти весь самолёт был уничтожен огнём (уцелели только кабина пилотов и хвостовая часть).
Быстро распространяющийся пожар не позволил выжить большинству пассажиров и членов экипажа. Из 68 пассажиров погибли 62; остальные шесть пассажиров, включая младенца, выжили. Из пяти членов экипажа выжила только стюардесса Айнур Сюрючу, но позже (12 декабря 1975 года) она умерла из-за полученных травм. Её семья обвинила авиакомпанию в недостаточной помощи. Семьи погибших получили от страховой компании по 50 тысяч турецких лир в качестве компенсации.
Катастрофа рейса TK 301 стала крупнейшей в истории самолёта Fokker F28 и второй по числу жертв авиакатастрофой в Турции на тот момент. На 2023 год это вторая (по числу погибших) катастрофа этого самолёта (после катастрофы в Тиджикже) и пятая в Турции.

## Расследование
Новоизбранный премьер-министр Турции Бюлент Эджевит отдал свой первый приказ — отправить министра транспорта на место катастрофы. На следующий день после катастрофы лётный инструктор, находившийся на борту в качестве пассажира, заявил, что самолёт оторвался от ВПП слишком рано и в результате ушёл в сваливание. Министр транспорта Ферда Гюли объявил, что оба бортовых самописца (параметрический и речевой) были найдены и отправлены в Стамбул для расшифровки. Речевой самописец оказался неисправным — следователи не смогли прослушать плёнку.
12 марта 1975 года член 15-го парламента Турции от Партии национального спасения Гюндюз Севилген (Gündüz Sevilgen) направил в Великое национальное собрание Турции несколько вопросов, связанных с авиакомпанией Turkish Airlines, в том числе о причинах катастрофы рейса TK 301. 18 марта он получил ответ от министра транспорта. Ответ включал краткий список причин всех авиакатастроф Turkish Airlines на тот момент. Причина катастрофы рейса 301 была описана так: «Взлёт был произведён с запредельным углом атаки и обледенением крыла, что привело к крушению самолёта из-за недостаточной скорости».

### Окончательный отчёт расследования
Окончательный отчёт расследования был переведён на английский и выпущен Международной организацией гражданской авиации в 1977 году. Вероятной причиной катастрофы рейса TK 301, согласно окончательному отчёту, стала наледь на крыльях и слишком большой угол атаки при взлёте.
После катастрофы некоторые компоненты разбившегося самолёта были отправлены в компании «Rolls-Royce» и «Fokker» на экспертизу, которая не выявила никаких неисправностей. Согласно метеосводкам, температура в ночь перед полётом составляла 0 °C при 95 % относительной влажности воздуха. Следователи определили, что этих условий было достаточно для образования инея на крыльях и рулях высоты, поскольку именно это произошло с другим Fokker F28 несколько дней спустя в аналогичных условиях. Иней не был замечен командиром воздушного судна во время предполётного осмотра.
Расчёты, основанные на температуре и нагрузке, показали, что самолёт достиг своей взлётной скорости после 850 метров разбега по взлётной полосе. Параметрический самописец показал, что лайнер оторвался от ВПП после 980 метров разбега со скоростью 230 км/ч. Он разогнался до 246 км/ч, но затем его скорость уменьшилась до 230 км/ч и начал расти крен влево. Следователи объяснили это «бо́льшим, чем обычно» углом атаки. Низкая высота полёта сделала восстановление нормального управления невозможным.

### Раскрытие засекреченных данных в 1990 году
18 мая 1990 года газета Milliyet, основываясь на книге Kendini Yaşamak: Anılar, сообщила, что причиной катастрофы стало то, что пилоты рейса TK 301 были пьяны. Автор книги (Ферда Гюли, бывший министр транспорта Турции) написал, что у КВС Гюнайдина и бортинженера Парлакбилека при вскрытии в крови был обнаружен алкоголь. По его словам, он и премьер-министр Бюлент Эджевит хранили это в тайне, чтобы не потерять «доверие народа» и репутацию Turkish Airlines. Гюли также заявил, что спасательного оборудования в аэропорту было недостаточно, что привело к большему количеству жертв.
Эти заявления заставили вновь поднять тему катастрофы в Великом национальном собрании Турции. Министр транспорта Ченгиз Тунчер раскрыл государственные архивы, связанные с авиакатастрофой. Документы подтвердили наличие алкоголя в крови как у КВС (240 мг/л), так и у бортинженера (190 мг/л). Однако, согласно документам, употребление алкоголя экипажем не было причиной катастрофы.

## Комментарии
1. ↑  Тем не менее в окончательном отчёте расследования она указывается как выжившая[5].